# Leuchtkraftentfernung
Die dimensionslose Leuchtkraftentfernung DL gibt an, wie weit entfernt ein astronomischen Objekt durch seine scheinbare Helligkeit m, bezogen auf seine anderweitig bekannte absolute Helligkeit M, erscheint:
{\displaystyle D_{L}=10^{{\frac {m-M}{5\,\mathrm {mag} }}+1}}
Da die absolute Helligkeit auf eine Entfernung von 10 Parsec bezogen ist, hat die Leuchtkraftentfernung implizit genau die Einheit 1 Parsec.
Die Differenz zwischen scheinbarer und absoluter Helligkeit, auch Entfernungsmodul genannt, ergibt sich aus der Leuchtkraftentfernung durch Umstellen obiger Gleichung zu:
{\displaystyle \Leftrightarrow m-M=5\,\mathrm {mag} \cdot (\log _{10}{D_{L}}-1)}
Insbesondere bei weiter entfernten Objekten kann es kompliziert werden, die Leuchtkraftentfernung ausgehend von der wahren Entfernung zu berechnen, da das Licht in kosmischen Staubwolken absorbiert werden kann (interstellare Extinktion). Zudem spielt bei sehr weiten Entfernungen auch das zugrundeliegende kosmologische Modell eine Rolle. Bei relativ nahen Objekten kann jedoch angenommen werden, dass die Leuchtkraftentfernung ungefähr mit der realen Entfernung übereinstimmt.